# Revolta de Maig
La Revolta de Maig (armeni: Մայիսյան ապստամբություն, Mayisyan apstambutyun) va ser un intent de cop d'estat dels bolxevics armenis que va començar a Aleksandrópol (actual Gyumri) el 10 de maig de 1920. La revolta va ser sufocada el 14 de maig pel govern d'Armènia, els seus líders executats i el Partit Comunista d'Armènia prohibit.
Tot i que la revolta va fracassar, Armènia es va sovietitzar després que l'Exèrcit Roig envaís el país el novembre de 1920 i les autoritats turques ocupessin la seva meitat occidental. La revolta i els seus líders executats van ser elogiats durant el període soviètic comprès entre 1920 i el final de la dècada de 1980, quan es va iniciar el moviment Karabakh i va sorgir un sentiment antisoviètic a Armènia. La revolta segueix sent un tema polèmic a Armènia.

## Antecedents
Des de la creació de la República Democràtica d'Armènia el 1918, les diferents faccions i partits polítics, en la seva majoria, van evitar conflictes interns o rebel·lions contra el partit dominant Daixnak, ja que el país estava en una profunda crisi econòmica i demogràfica i va estar, en algun moment durant la seva existència de dos anys, en guerra amb tres dels seus quatre veïns (Turquia, Azerbaidjan, Geòrgia). Això va canviar després de l'avanç dels bolxevics a la regió del Caucas a principis de 1920. El Partit Comunista d'Armènia, que operava en secret, es va fundar el gener de 1920 per a lluitar contra la «vilificació de les Potències aliades i els seus "col·laboradors" dashnakistes».

## Revolta
Animats per l'entrada de l'Exèrcit Roig a l'Azerbaidjan a finals d'abril de 1920, els bolxevics armenis van realitzar una revolta al maig. Els fets anteriors a la revolta van començar l'1 de maig de 1920, Dia Internacional dels Treballadors, amb els bolxevics manifestant-se contra el govern d'Armènia a la seva capital, Erevan, i en altres ciutats.
La revolta va augmentar després que el tren blindat anomenat "Vardan zoravar", sota el comandament de Sargis Musayelyan, es va unir als rebels bolxevics que havien format un comitè revolucionari (Revkom) i, el 10 de maig, van proclamar Armènia com a estat soviètic. Els rebels bolxevics es van apoderar amb èxit d'Aleksandrópol, Kars i Sarikamis.
El 5 de maig de 1920, el govern d'Alexander Khatisian va dimitir i es va formar un de nou sota el lideratge de Hamo Ohanjanyan, que estava integrat per membres del partit Daixnak. El parlament va renunciar als seus drets i els va transferir al govern ja que Armènia es trobava en estat d'emergència. Sebouh Nersesian va ser nomenat comandant per a sufocar la revolta. El 13 de maig la seva unitat va arribar a Aleksandrópol i l'endemà els rebels van abandonar la ciutat, fent que les forces governamentals entressin a la ciutat i restauressin l'estatus previ.

## Conseqüències
Els líders de la revolta, inclosos Sargis Musayelyan i Ghukas Ghukasyan, van ser executats per decisió judicial i el Partit Comunista d'Armènia va ser prohibit al país. La situació domèstica d'Armènia va quedar greument tocada i el 24 de setembre va esclatar la Guerra turco-armènia. El 3 de desembre, al cap de tres mesos, es va signar el Tractat d'Aleksandrópol, dividint efectivament Armènia entre Turquia i els russos. A continuació, un nou govern al que va restar d'Armènia independent va aclarir el camí cap a un nou govern que acomplís l'objectiu buscat a la revolta. Es va declarar la República Socialista Soviètica d'Armènia i es va convertir en una part constituent de la Unió de Repúbliques Socialistes Soviètiques fins a la seva implosió l'any 1991.

## Llegat

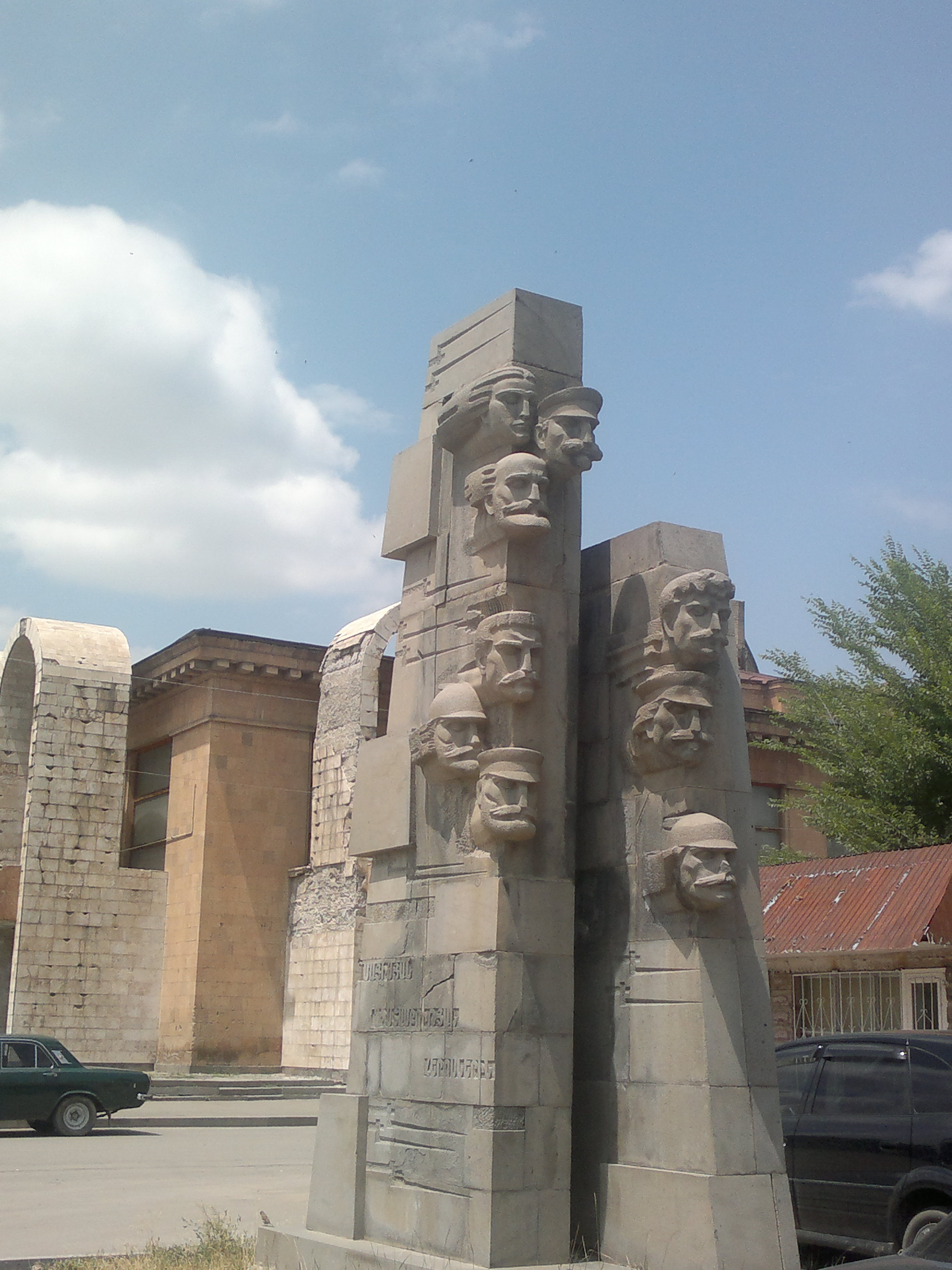
Monument als participants de la revolta a Gyumri.

### Període soviètic
A l'Armènia soviètica es va elogiar la revolta, presentada com una «lluita heroica». Diversos llibres es van escriure al respecte.
Nombrosos assentaments de l'Armènia soviètica van rebre el nom de participants bolxevics importants de la revolta, incloent Gandzak (abans anomenat Batikian per Batik Batikian), Sarukhan (per Hovhannes Sarukhanian), Nahapetavan (per Nahapet Kurghinian), Gharibjanyan (per Bagrat Gharibjanyan), Musayelian (per Sargis Musayelian), Mayisyan (per la mateixa "revolta de maig"), Asocixk (abans anomenat Ghukasyan en honor de Ghukas Ghukasyan).
L'any 1935 es va erigir una estàtua de Ghukas Ghukasyan al parc proper a la Universitat Agrària Nacional Armènia, al centre d'Erevan. L'estàtua va ser enderrocada el 1990, en ple zenit de la lluita antisoviètica al país. El 2009 s'hi va col·locar l'estàtua del destacat astrofísic armeni Víktor Ambartsumian.
La plaça central de la segona ciutat més gran d'Armènia, Gyumri (anomenada Leninakan durant el període soviètic), va ser anomenada amb el nom de la revolta, tot i que ara es diu plaça dels Vardanants.

### Armènia independent
La revolta va continuar sent un tema lleugerament controvertit fins i tot a l'Armènia post-soviètica. Segons un estudi de llibres de text de l'escola armènia «el to de l'encontre segueix sent restringit i neutral, no s'imposa una determinada interpretació dels esdeveniments als estudiants». L'ús del terme «alçament» en aquests llibres de text, a diferència del de «rebel·lió», com en els casos contemporanis de revoltes musulmanes, denota una lleugera simpatia cap als bolxevics.
Durant una manifestació antigovernamental de 2010, el primer president i líder de l'oposició d'Armènia, Levon Ter-Petrosyan, va declarar:
| « | Alguns dels líders del Daixnak van confessar retrospectivament que si haguessin lliurat el poder als bolxevics el maig del 1920, Armènia no hauria perdut les regions de Kars, Ardahan, Surmalu i Nakhtxivan i, en aquest cas, la solució de la qüestió del Karabakh també podria haver estat ha estat diferent. Tot i així, en lloc de fer-ho, van assassinar sense parar els líders de la Revolta de Maig i van llançar centenars dels seus participants a les presons, provocant involuntàriament la ira i l'hostilitat de Rússia, per a posar les coses de forma moderada i imposar un preu amarg a la nostra terra. | » |